# Welbore Ellis (évêque)
Welbore Ellis (1651? –1734) est l'évêque anglican de Kildare, évêque de Meath et membre du Conseil privé d'Irlande.

## Biographie
Il est le quatrième fils du révérend John Ellis (1606? –1681), recteur de Waddesdon et auteur de Vindiciæ Catholicæ ; et frère de John Ellis (homme politique irlandais) (en), William Ellis et Philip Ellis. Il fait ses études à la Westminster School et à Christ Church, à Oxford, où il obtient un baccalauréat en 1684, une maîtrise en 1687 et un baccalauréat et un doctorat en théologie en 1697. En 1732, il reçoit le diplôme ad eundem de docteur en divinité de Trinity. Collège, Dublin.
Welbore Ellis devient prébendaire de Winchester en 1696. Il est promu en 1705, par brevet du 22 septembre, à l’évêché de Kildare, avec le doyenné de la Cathédrale Christ Church de Dublin, et est transféré, le 13 mars 1731, à l'évêché de Meath, siégeant au conseil privé irlandais. Il meurt le 1er janvier 1734 et est enterré dans la Cathédrale Christ Church de Dublin, où un monument à sa mémoire est érigé.

## Famille
Il épouse Diana, fille de John Briscoe, né à Boughton, dans le Northamptonshire, et d'Amberley Castle, dans le Sussex, et a un fils, Welbore, futur baron Mendip.

## Travaux
Ses publications:
- ‘The Dean of Dublin, Plaintiff, Archbishop of Dublin, Defendant, upon a Writ of Error—the Defendant's Case,’ London, 1724.
- ‘The Lord Bishop of Kildare, Dean of the Church of the Holy Trinity of Dublin, Plaintiff in Error. The Lord Archbishop of Dublin Defendant in Error. The Plaintiff in Error's Case,’ London, 1724.